# John Fletcher Hurst
Pour les articles homonymes, voir Hurst.
John Fletcher Hurst, né le 17 août 1834 et mort le 4 mai 1903, est un évêque américain de l'Église épiscopale méthodiste et le premier chancelier de l'Université Américaine à Washington, DC

## Biographie
Né le 17 août 1834, à Salem, comté de Dorchester dans le Maryland, Hurst est diplômé du Dickinson College en 1854, et en 1856, se rend en Allemagne pour étudier à l'université de Halle et de l'université de Heidelberg.
De 1858 à 1866, il s'engage dans la pastorale en Amérique, étant ordonné évêque méthodiste épiscopal Thomas Asbury Morris en 1862. De 1866 à 1870, il occupe un poste de professeur de théologie systématique au Martin Mission Institute à Brême, en Allemagne. En 1870, Hurst est choisi pour enseigner la théologie historique au Drew Theological Seminary à Madison, dans le New Jersey, où il est élu président en 1873, servant jusqu'à son élection à l'épiscopat en 1880.
Grâce à son dévouement, Hurst a récupéré la dotation du Drew Theological Seminary, perdue par l'échec en 1876 de Daniel Drew, son fondateur ; et avec John McClintock et George Richard Crooks, il a amélioré la qualité de l'érudition méthodiste.
En tant qu'évêque, il a été affecté à Des Moines, Iowa. Par la suite, il fut le premier chancelier de l'Université Américaine (Méthodiste Épiscopale) à Washington DC, où, grâce à son travail, les finances ont été assurées et l'université a ouvert ses portes. Il a été chancelier de 1891 jusqu'à sa mort, le 4 mai 1903, à Bethesda dans le Maryland.

## Publications
- A History of Rationalism (1866)
- Hagenbach's Church History of the Eighteenth and Nineteenth Centuries (2 vols., 1869), a translation
- van Oosterzee's John's Gospel: Apologetical Lectures (1869), a translation
- Lange's Commentary on the Epistle to the Romans (1869), a translation with additions
- Martyrs to the Tract Cause: A Contribution to the History of the Reformation (1872), a translation and revision of Thelemann's Märtyrer der Traktatsache (1864)
- Outlines of Bible History (1873)
- Outlines of Church History (1874)
- Life and Literature in the Fatherland: the Story of a Five Years' Residence in Germany (1875), sketches of Germany
- Our Theological Century (1877), a brief pamphlet
- Bibliotheca Theologica (1883), a compilation by his students, revised by G. W. Gillmore in 1895 under the title Literature of Theology
- Indika: the Country and People of India and Ceylon (1891), the outgrowth of his travels in 1884-1885 when he held the conferences of India
- A Short History of the Christian Church (1893), several church histories (Chautauqua text-books) published together

## Héritage
Sur le campus de l'Université Américaine, il y a un bâtiment académique nommé d'après Hurst.